# Communauté de communes du Périgord Nontronnais (nouvelle)
Cet article concerne l'intercommunalité active à partir de 2017. Pour celle active entre 2002 et 2013, voir Communauté de communes du Périgord Nontronnais (ancienne).
La communauté de communes du Périgord nontronnais est, depuis le 1er janvier 2017, une communauté de communes française située dans le département de la Dordogne, en région Nouvelle-Aquitaine.

## Histoire
Par arrêté préfectoral du 15 septembre 2016, la communauté de communes du Haut Périgord et du Périgord vert nontronnais — provisoirement nommée ainsi — est créée par la fusion de la communauté de communes du Haut-Périgord et de la communauté de communes du Périgord vert nontronnais qui sont alors dissoutes avec mise en application le 1er janvier 2017.  Au 19 décembre 2016, un arrêté précise que le nom définitif est « Communauté de communes du Périgord Nontronnais ».

## Territoire communautaire

### Géographie physique
Située au nord  du département de la Dordogne, la communauté de communes du Périgord Nontronnais (nouvelle) regroupe 28 communes et présente une superficie de 560,3 km2.

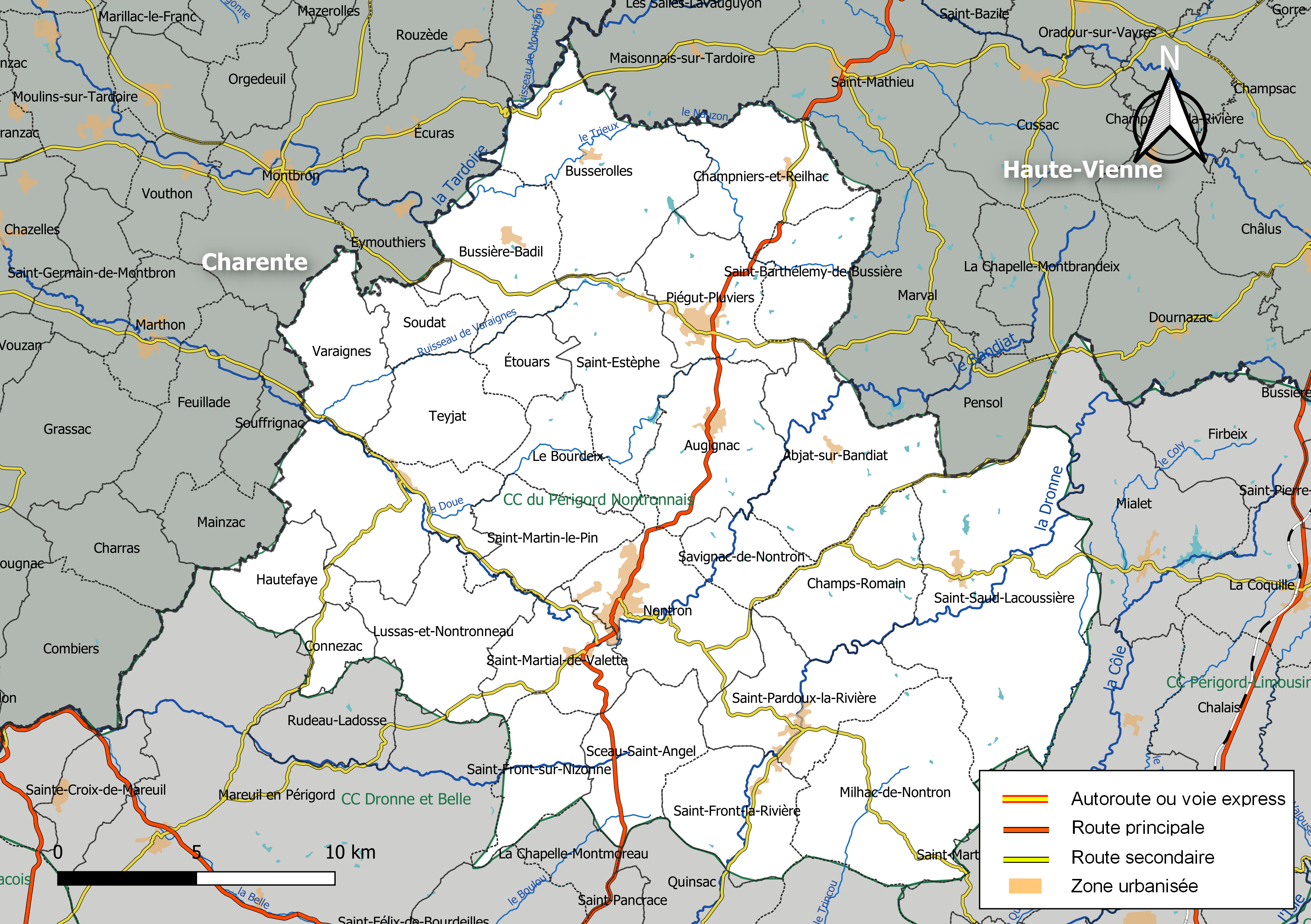
Carte de la communauté de communes du Périgord Nontronnais (nouvelle) au 1er janvier 2019.

### Composition

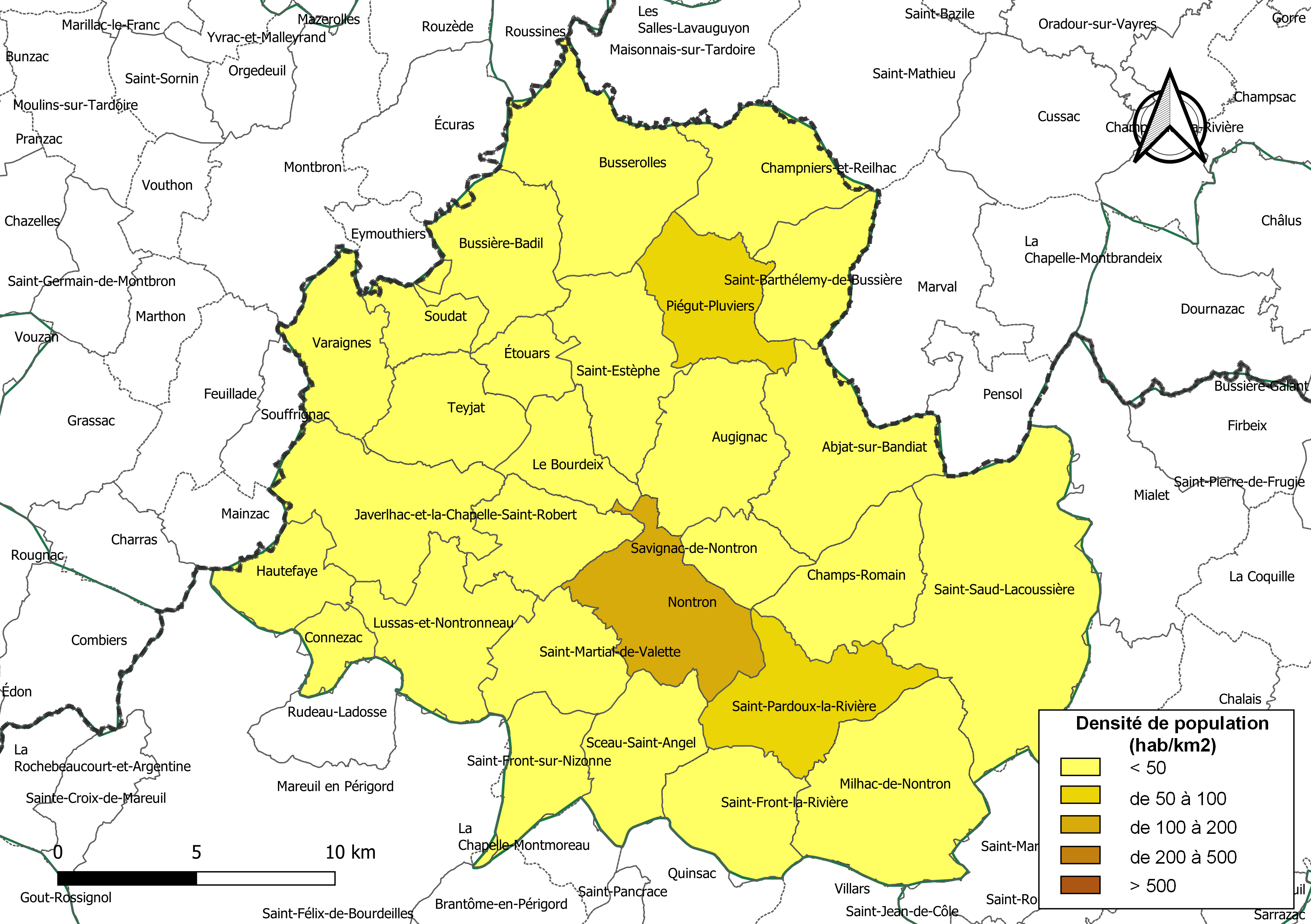
Carte des densités de population (millésimée 2016) des communes de la communauté de communes du Périgord Nontronnais (nouvelle). Composition en communes au 1er janvier 2019.

La communauté de communes est composée des 28 communes suivantes :

| Nom                                   | Code Insee | Gentilé          | Superficie (km2) | Population (dernière pop. légale) | Densité (hab./km2) |
| ------------------------------------- | ---------- | ---------------- | ---------------- | --------------------------------- | ------------------ |
| Nontron (siège)                       | 24311      | Nontronnais      | 24,67            | 3 049 (2022)                      | 124                |
| Abjat-sur-Bandiat                     | 24001      | Abjacois         | 27,62            | 635 (2022)                        | 23                 |
| Augignac                              | 24016      | Auginacois       | 22,64            | 825 (2022)                        | 36                 |
| Le Bourdeix                           | 24056      | Bourdeisiens     | 11,69            | 240 (2022)                        | 21                 |
| Busserolles                           | 24070      | Busserollais     | 32,46            | 505 (2022)                        | 16                 |
| Bussière-Badil                        | 24071      | Bussiérois       | 19,86            | 372 (2022)                        | 19                 |
| Champniers-et-Reilhac                 | 24100      | Champniérois     | 20,4             | 511 (2022)                        | 25                 |
| Champs-Romain                         | 24101      |                  | 20,33            | 287 (2022)                        | 14                 |
| Connezac                              | 24131      | Connezacois      | 5,78             | 76 (2022)                         | 13                 |
| Étouars                               | 24163      | Étouardais       | 7,83             | 165 (2022)                        | 21                 |
| Hautefaye                             | 24209      |                  | 12,47            | 128 (2022)                        | 10                 |
| Javerlhac-et-la-Chapelle-Saint-Robert | 24214      | Javerlhacois     | 29,25            | 818 (2022)                        | 28                 |
| Lussas-et-Nontronneau                 | 24248      | Lutronnais       | 22,35            | 285 (2022)                        | 13                 |
| Milhac-de-Nontron                     | 24271      | Milhacois        | 34,75            | 512 (2022)                        | 15                 |
| Piégut-Pluviers                       | 24328      | Piégutains       | 18,11            | 1 178 (2022)                      | 65                 |
| Saint-Barthélemy-de-Bussière          | 24381      |                  | 15,01            | 215 (2022)                        | 14                 |
| Saint-Estèphe                         | 24398      | Stéphanois       | 21,37            | 584 (2022)                        | 27                 |
| Saint-Front-la-Rivière                | 24410      | Saint-Frontais   | 17,89            | 497 (2022)                        | 28                 |
| Saint-Front-sur-Nizonne               | 24411      | Saint-Frontois   | 13,05            | 166 (2022)                        | 13                 |
| Saint-Martial-de-Valette              | 24451      | Saint-Martialais | 15,71            | 801 (2022)                        | 51                 |
| Saint-Martin-le-Pin                   | 24458      | Saint-Martins    | 15,54            | 273 (2022)                        | 18                 |
| Saint-Pardoux-la-Rivière              | 24479      | Spardociens      | 23,84            | 1 170 (2022)                      | 49                 |
| Saint-Saud-Lacoussière                | 24498      | Saint-Saudois    | 58,04            | 823 (2022)                        | 14                 |
| Savignac-de-Nontron                   | 24525      | Savignacois      | 9,69             | 205 (2022)                        | 21                 |
| Sceau-Saint-Angel                     | 24528      | Scellois         | 17,49            | 126 (2022)                        | 7,2                |
| Soudat                                | 24541      | Soudatois        | 8,82             | 102 (2022)                        | 12                 |
| Teyjat                                | 24548      | Teyjatois        | 16,99            | 279 (2022)                        | 16                 |
| Varaignes                             | 24565      | Varaignauds      | 16,6             | 357 (2022)                        | 22                 |

### Démographie
Le tableau et le graphique ci-dessous correspondent au périmètre actuel de la communauté de communes du Périgord Nontronnais, qui n'a été créée qu'en 2017.
| 1968   | 1975   | 1982   | 1990   | 1999   | 2010   | 2015   | 2021   |
| ------ | ------ | ------ | ------ | ------ | ------ | ------ | ------ |
| 19 355 | 18 458 | 17 670 | 17 092 | 16 327 | 16 086 | 15 452 | 15 112 |

## Organisation

### Siège
Le siège de l'intercommunalité se situe à Nontron.

### Élus
Au renouvellement des conseils municipaux de mars 2020, le conseil communautaire de la communauté de communes se compose de 42 délégués représentant chacune des communes membres et élus pour une durée de six ans.
Ils sont répartis comme suit :
| Nombre de délégués | Communes                                                                                          |
| ------------------ | ------------------------------------------------------------------------------------------------- |
| 7                  | Nontron                                                                                           |
| 3                  | Piégut-Pluviers, Saint-Pardoux-la-Rivière                                                         |
| 2                  | Augignac, Javerlhac-et-la-Chapelle-Saint-Robert, Saint-Martial-de-Valette, Saint-Saud-Lacoussière |
| 1                  | chacune des 21 autres communes                                                                    |

### Liste des présidents
| Période      | Période      | Identité              | Étiquette | Qualité                                             |
| ------------ | ------------ | --------------------- | --------- | --------------------------------------------------- |
| janvier 2017 | juillet 2020 | Marcel Restoin        | PS        | Adjoint au maire de Saint-Barthélemy-de-Bussière    |
| juillet 2020 | février 2025 | Gérard Savoye         |           | 1er adjoint au maire de Saint-Pardoux-la-Rivière    |
| février 2025 | mars 2025    | Nadine Herman-Bancaud |           | Présidente par intérim Maire de Nontron depuis 2020 |
| mars 2025    | En cours     | Pascal Méchineau      |           | Maire de Milhac-de-Nontron depuis 2014              |

## Compétences
En février 2018, l'arrêté préfectoral no 24-2018-02-22-003 actualise les compétences de la communauté de communes du Périgord Nontronnais.

### Compétences obligatoires
- Aménagement de l'espace communautaire :
  - schéma de cohérence territoriale (SCOT) et schéma de secteur ;
  - plan local d'urbanisme, documents d'urbanisme en tenant lieu et carte communale.
- Développement économique :
  - actions de développement économique ;
  - création, aménagement, entretien et gestion de zones d'activités industrielle, commerciale, tertiaire, artisanale, touristique, portuaire ou aéroportuaire ;
  - politique locale du commerce et soutien aux activités commerciales ;
  - promotion du tourisme, dont création d'offices de tourisme.
- Accueil des gens du voyage : aménagement, entretien et gestion des aires d'accueil.
- Collecte et traitement des déchets ménagers et assimilés.
- Gestion des milieux aquatiques et prévention des inondations.

### Compétences optionnelles
- Protection et mise en valeur de l'environnement et du cadre de vie : soutien aux actions de maîtrise de la demande d'énergie.
- Action sociale d'intérêt communautaire.
- Construction, aménagement, entretien et gestion d'équipements culturels et sportifs, et d'équipements de l'enseignement préélémentaire et élémentaire.
- Voirie : création ou aménagement et entretien de voirie.
- Politique du logement et du cadre de vie.
- Assainissement.
- Eau.

### Compétences facultatives
- Politique de développement touristique et du patrimoine :
  - études, acquisition, aménagement ou valorisation de sites touristiques et de lieux d'expositions ;
  - plan départemental des itinéraires de promenade et de randonnée (PDIPR) : gestion, création, aménagement et entretien des sentiers de randonnée ;
  - acquisition, gestion, création, aménagement et entretien de l'itinéraire « Vélo Route Voie Verte » Charente Périgord ;
  - mise en valeur des plans d'eau.
- Nouvelles technologies de l'information et de la communication (NTIC) :
  - lutte contre la fracture numérique ;
  - développement des NTIC ;
  - aménagement numérique.
- Soutien à l'emploi : participation à l'espace économie emploi et à la mission locale du Haut-Périgord.
- Soutien aux activités et au savoir-faire locaux.
- Soutien aux associations à rayonnement intercommunautaire.*
- Mise en place d'ateliers ou d'usines relais et création de pépinière d'entreprises ou d'hôtels d'entreprises.
- Contribution obligatoire au financement du Service départemental d'incendie et de secours (SDIS).
- Enseignement musical : adhésion au Conservatoire à rayonnement départemental de la Dordogne.